# 호쿠신에쓰 지방
호쿠신에쓰 지방(北信越地方, ほくしんえつちほう)은 호쿠리쿠 지방과 신에쓰 지방을 아울러 부르는 이름으로, 후쿠이현, 이시카와현, 도야마현, 나가노현, 니가타현의 5현을 말한다. 호쿠리쿠신에쓰 지방(北陸信越地方, ほくりくしんえつちほう)이라고도 한다.

## 같이 보기
- 호쿠리쿠 지방
- 신에쓰 지방
- 주오 고지
- 고신에쓰 지방
- 조신에쓰 지방